# Capilla de Alcaraz
Nuestra Señora de los Dolores de Alcaraz fue una capilla u oratorio sede de una viceparroquia de la Iglesia católica en torno a la cual se formó un pequeño poblado hoy desaparecido en la provincia de Entre Ríos en Argentina. Se hallaba cerca de la estancia de San Carlos en el distrito Alcaraz 1° (llamado entonces partido de Alcaraz) a 3 leguas de la desembocadura del arroyo Alcaraz en el arroyo Feliciano, actual departamento La Paz, en campos pertenecientes a la familia Colobrán. El lugar es hoy parte de la estancia Vizcacheras (31°08′S 59°43′O / -31.133, -59.717), cerca de la Ruta Nacional 12, y se conserva solo un cimiento de unos 15 metros de bloques de tosca y nódulos de arenisca sin trabajar, unidos con argamasa de cal y arena. El oratorio era un recinto rectangular con muros de piedra y ladrillo y techo de paja. Junto a la capilla existía un cementerio. Los 3 libros parroquiales (bautismos, matrimonios, defunciones) son conservados en la parroquia de Nuestra Señora de la Paz de la ciudad de La Paz, correspondientes a toda su existencia: 1804-1839.

## Historia

### Época colonial
El nombre Alcaraz proviene del apellido de un antiguo poblador de la zona: Pedro de Alcaraz, del cual tomó su nombre el arroyo y el partido o pago.
El área perteneció a la Compañía de Jesús hasta su expulsión en 1768 a causa de la Pragmática Sanción, año en que se hizo cargo la Junta de Temporalidades de Santa Fe de la Vera Cruz para liquidar los bienes jesuitas. En 1774 los campos de la zona fueron adquiridos por Félix J. Troncoso y Echagüe en subasta pública.
El 4 de enero de 1774 se estableció el servicio de postas para la carrera (correos) de Buenos Aires a Asunción del Paraguay, que contaba con 14 postas en el tramo La Bajada-río Guayquiraró, una de las cuales estaba en el Paso de Alcaraz a 2 leguas del arroyo Feliciano. Allí se estableció un maestro de posta para cuidar el camino y asistir a los mensajeros. Al primer maestro de posta le sucedió en el cargo el capataz Félix Troncoso el 31 de agosto de 1790, y a su muerte le siguió Francisco Colobrán y Andreu el 11 de octubre de 1790. Este fue reconocido el 25 de octubre de 1790 por el cabildo de Santa Fe.
Entre 1778 y 1780 se construyó un oratorio o capilla en la Estancia Grande de Juan Ventura Denis, ubicado al norte del arroyo Feliciano próximo a la confluencia del arroyo Ortiz cerca de Santa Elena, al que asistían los pobladores del pago de Alcaraz. 
En 1792 el cabildo de Santa Fe decidió crear juzgados pedáneos en Entre Ríos, jurisdicción que había recuperado en 1783. En 1792 nombró juez comisionado de Feliciano a Ramón de la Rosa, sucediéndole anualmente: Tomás Franco (1793); Martín Franco (1794); Ambrosio Ortiz (1795) con su jurisdicción ampliada hasta el arroyo de la Mula y el río Guayquiraró y llamada Feliciano, Mula y Guayquiraró; Ambrosio Ortiz (1796) como de Feliciano y Guayquiraró; Nicolás Lencina (1797) incluyendo jurisdicción en el arroyo Alcaraz y llamada Feliciano y Alcaraz; Antonio Querencio (1798) solo de Feliciano; Francisco Troncoso (1799); Fermín La Rosa (1802) que al incorporar Hernandarias se llamó Feliciano y Hernandarias.
En 1794 se inició un pleito entre el yerno y heredero de Troncoso y Echagüe, Francisco Colobrán y Andreu, y su vecino Juan Ventura Denis, que derivó en que este impidiera a los empleados de Colobrán y Andreu asistir al oratorio. Colobrán y Andreu gestionó y obtuvo autorización en 1797 para construir un oratorio público en su propiedad, que fue construido entre 1797 y 1799 a unos 1200 metros al norte del arroyo Alcaraz bajo la advocación de Nuestra Señora de los Dolores. 
El 4 de agosto de 1804 se hizo cargo del oratorio como teniente cura el sacerdote Juan Estanislao de la Mata (o de la Mota), iniciando los libros parroquiales de bautismos, matrimonios y defunciones, bajo dependencia de la parroquia de Nuestra Señora del Rosario en La Bajada. El 9 de mayo de 1805 el obispo de Buenos Aires, Benito Lué y Riega, ordenó que la capilla pasara a ser una ayuda de parroquia o viceparroquia con un sacerdote permanente para ayudar al cura de La Bajada del Paraná.
Cuando proyectaba erigir una parroquia, el 29 de diciembre de 1806 el obispo escribió al cura párroco de La Bajada, Antolín Gil Obligado mencionando la creación de la viceparroquia el año anterior:

Haviendo reconocido pr. mi mismo la necesidad de división de ese Curato que interinamte. tiene Ud. á su cargo pr. la desmedida distancia de su comprehensión, y precedido Acuerdo con el Exmo. Sor. Vice Rl. Patrono; he tenido á bien hacer en él Erección de un nuebo Curato con la advocación de Dolores de Alcaraz, dándole pr. Iglesia provisionalmte. el Oratorio del mismo título de que es dueño Dn. Franco. Colobran, y por términos divisorios los siguientes. Por el Sur el Arroyo llamado Antonio Tomás; pr. el Norte el Guayquiraró; pr. el Leste el Río Gualeguay; y pr. el Oeste el Paraná; con una Ayuda de Parroquia en el Oratorio de Dn. Franco. Candioti, concluida que sea su construcción, si se contemplase necesaria, ó combeniente, pa. la mejor administración del pasto espiritual.

El 12 de noviembre de 1805 el presbítero Luis Manuel Cabiedes, párroco de La Bajada, completó un censo o empadronamiento de feligreses de la parroquia de La Bajada iniciado el 2 de agosto de 1803, que resultó en 152 personas mayormente residentes en los cascos de estancias y puestos. Los parajes dependientes de la viceparroquia de Alcaraz en los que se realizó el censo fueron: 

vecindarios del Arroyo Antonio Tomás, Arroyo Hernandarias, Arroyo Alcaraz, Arroyo Feliciano, Achiras, "Caballo Cuateado", Puestos de las Estacas y de las Biscachas de Don Francisco Candioti, Puesto de los Manantiales, Puestos del Arroyo Grande, del Caballo Cuateado, de los Algarrobos, del Rincón, de las Tacuaras, de la Mula; Arroyo Hondo; Arroyos de la Mula, de Guerreros, del Sauce, de las Yeguas, de Diego López; Puntas de Feliciano y Guaitiraró, "Costa del Guaitiraró, intitulado Sauce de Luna".

El 10 de febrero de 1806 el mismo obispo propuso al virrey Rafael de Sobremonte la erección de 6 parroquias (o curatos) en Entre Ríos y Corrientes, entre ellos Nuestra Señora de los Dolores de Alcaraz, a desmembrar de la parroquia de La Bajada, y con ayuda de parroquia en el oratorio del campo de Francisco Candioti ubicado al norte del arroyo Cabayú Cuatiá y que comenzó a construirse el 11 de noviembre de 1807 y se inauguró sin terminar el 8 de septiembre de 1829. Sin embargo, el virrey no dio su aprobación.

### Desde la Revolución de Mayo hasta el incendio de la capilla
En 1810 Manuel Belgrano pasó por Alcaraz durante la expedición militar al Paraguay. En Alcaraz supo Belgrano la caída de Concepción del Uruguay en manos realistas y ordenó desde allí a Diego González Balcarce que se le reuniese con los blandengues, lo que ocurrió durante la marcha. En sus fragmentos autobiográficos escribió:

En Alcaraz, tuve la noticia del desembarco de los de Montevideo en el Arroyo de la China y di la orden para que Balcarce se me viniese a reunir; entonces, me parece, insistí al gobierno para ir a atacarlos, y recibí su contestación en Curuzú Cuatiá, de que siguiese mi marcha como he dicho.

El poblado de Alcaraz sirvió como cabecera del alcalde de hermandad del 1° Departamento subalterno del 1° Principal del Paraná cuando en 1822 se realizó la primera división administrativa de la provincia. Este departamento comprendía los territorios entre el arroyo de las Conchas, el río Guayquiraró y el arroyo de la Mula, entre el río Paraná y la cuchilla de Montiel. En 1823 aun existía el cargo de maestro de posta de Alcaraz.
El 19 de diciembre de 1824 los feligreses de la viceparroquia de Alcaraz participaron de la elección de la santa patrona de la parroquia de La Bajada, cuyo acta fue firmado por el capellán Luciano Alfonso:

Habiendo sido congregados los parroquianos en esta Iglesia, vice parroquia de Alcaraz el día diez y nueve de Diciembre de 1824, y arreglados al contenido de la circular votaron libre y secretamente, y eligieron treinta y dos individuos para patrona de la Villa Capital del Paraná y su distrito a la virgen del Rosario, uno a la Virgen de los Dolores y otro a San José, y por todos fueron treinta y quatro individuos, como tal consta en sus respectivas firmas puestas en las cédulas, y en este auto, y como la mayor parte de dichos individuos no sabe firmar, a cuyo ruego he firmado yo así en las cédulas como en este, juntamente con el Sr. Alcalde de la Santa Hermandad Don José Colobran.

A principios de 1823 se fundó el pueblo de San José de Feliciano, en el que a partir de 1825 pasaron a residir el alcalde de hermandad y el comandante del 1° Departamento subalterno del 1° Principal del Paraná. El receptor de rentas de Alcaraz vio disminuida su jurisdicción al establecerse otro en San José de Feliciano el 23 de mayo de 1830.
El 13 de julio de 1835 el gobernador Pascual Echagüe decretó que en el lugar denominado Cabayú Cuatiá Grande -7 leguas al norte de la capilla- se formara una villa con el nombre de La Paz, ordenando el traslado a ella de los pobladores de Alcaraz y su receptoría de rentas. La viceparroquia fue descontinuada, por lo que los libros parroquiales finalizan el 25 de noviembre de 1839, aunque desde 1835 se suspendieran los actos parroquiales. Como Francisco Colobrán y Andreu falleció sin descendencia, su viuda testó en 1841 sus propiedades en favor de su sobrina Manuela Puig, esposa de Pascual Echagüe. 
Un comandante militar residió en Alcaraz hasta 1847. El lugar era asiento de un piquete militar cuando fue firmado el Tratado de Alcaraz el 15 de agosto de 1848, entre el gobernador de Entre Ríos Justo José de Urquiza y el de Corrientes, Joaquín Madariaga. Por el tratado se acordó la paz, Corrientes se reintegraba a la Confederación Argentina devolviendo el encargo de las relaciones exteriores a Juan Manuel de Rosas y confirmaba su adhesión al Pacto Federal de 1831. En el Museo Regional Alicia González Castrillón de la ciudad de La Paz, se exponen restos de mampostería de la casa donde se firmó el Tratado de Alcaraz.
En 1860 un incendio destruyó completamente la capilla, quedando abandonado el lugar.